# Ulf Ansorge
Ulf Ansorge (* 10. September 1965 in Hamburg) ist ein deutscher Fernseh- und Radiomoderator, Sprecher und Journalist.

## Leben
Ansorge wuchs in Hamburg auf. 1985 legte er das Abitur am Albert-Schweitzer-Gymnasium im Ortsteil Klein Borstel ab. Im Anschluss absolvierte er bis 1987 seinen Zivildienst. Danach begann Ansorge ein Studium der Angewandten Kulturwissenschaften an der Leuphana Universität Lüneburg. Seine ersten Schritte in der Medienlandschaft unternahm er 1988 als Praktikant bei NDR 2 in Hamburg. Als Hörfunkmoderator, Redakteur und Reporter arbeitete Ulf Ansorge fortan freiberuflich für den NDR.
Zwischen 1994 und 1996 übernahm Ansorge eine Sendereihe beim SFB Radio B Zwei in Berlin. Die NDR Bagger Show im NDR-Fernsehen wurde 1995 seine erste durchgehende Fernsehsendung. Es folgten 1996 ein Gastauftritt in der Komödie Willi und die Windzors von und mit Hape Kerkeling. Im gleichen Jahr sprach er den deutschen Kommentar zum Eurovision Song Contest. 1997 übernahm er bei Radio Hamburg eine tägliche Hörfunksendung. Bei Live-Veranstaltungen ist Ansorge neben seiner übrigen Moderationstätigkeit zu sehen. So präsentierte er den Surf-Weltcup auf Sylt, den Hamburger Hafengeburtstag sowie die Sand World in Travemünde.
Von 1998 bis Sommer 2013 war Ulf Ansorge Präsentator der Sat.1-Fernsehsendung 17:30 live für Hamburg und Schleswig-Holstein und moderierte ab Januar 2012 den Samstag Vormittag bei Klassik Radio. Im September 2013 kehrte er zum NDR zurück und moderiert seitdem im NDR Fernsehen das Hamburg Journal. Außerdem moderiert er jede zweite Woche die Morgensendung im Radio bei NDR 90,3.
Seit 2022 moderiert Ansorge zusätzlich zu seinen Sendungen im NDR-Landesfunkhaus Hamburg bei NDR 1 Niedersachsen eine Woche pro Monat die Mittagssendung.
Ansorge lebt in Hamburg.